# Малакода (Модена)
Малакода је насеље у Италији у округу Модена, региону Емилија-Ромања.
Према процени из 2011. у насељу је живело 20 становника. Насеље се налази на надморској висини од 478 м.